# Edificio Regina Vittoria
L'Edificio Regina Vittoria (in inglese: Queen Victoria Building) è uno storico edificio commerciale di Sydney in Australia.
Edificato nel tardo XIX secolo, venne progettato dall'architetto George McRae e si trova al 429-481 di George Street nel Distretto affaristico centrale di Sydney in Australia. L'edificio fu costruito tra il 1893 e il 1898 in stile neoromanico e misura 30x190 metri. Le cupole sono state costruite dall'impresa Ritchie Brothers.
Fu progettato come mercato, ma è stato usato anche per altri scopi; ha subito ristrutturazioni ed è andato in decadimento finché venne ripristinato per il suo uso originario alla fine del XX secolo. Oggi è di proprietà della città di Sydney e il 5 marzo 2010 è stato inserito nel registro ereditario dello stato del Nuovo Galles del Sud.